# Regno di Sukhothai
Il Regno di Sukhothai (in thailandese ราชอาณาจักรสุโขทัย, Ratcha Anachak Sukhothai , letteralmente: alba della felicità) fu uno Stato siamese che controllò dal 1238 al 1438 vasti territori dell'odierna Thailandia. La capitale era l'antica Sukhothai, nei pressi dell'odierna città omonima; nel ventunesimo secolo si possono visitare nel parco storico di Sukhothai le rovine dell'antica capitale, in buono stato di conservazione, che sono state inserite dall'UNESCO tra i patrimoni mondiali dell'umanità.
Sukhothai fu uno dei primi regni dei popoli tai, che dalla seconda metà del I millennio d.C. avevano cominciato a migrare nell'Indocina dalla Cina meridionale. Viene considerato il primo grande regno del Siam (antico nome dell'odierna Thailandia). Altri regni tai di quel tempo erano formati da etnie che avevano radici comuni con i siamesi, ma avevano sviluppato proprie culture distinte, spesso integrate nelle culture dei popoli precedentemente stanziati nei territori dove erano migrate.

## Storia

### Fondazione

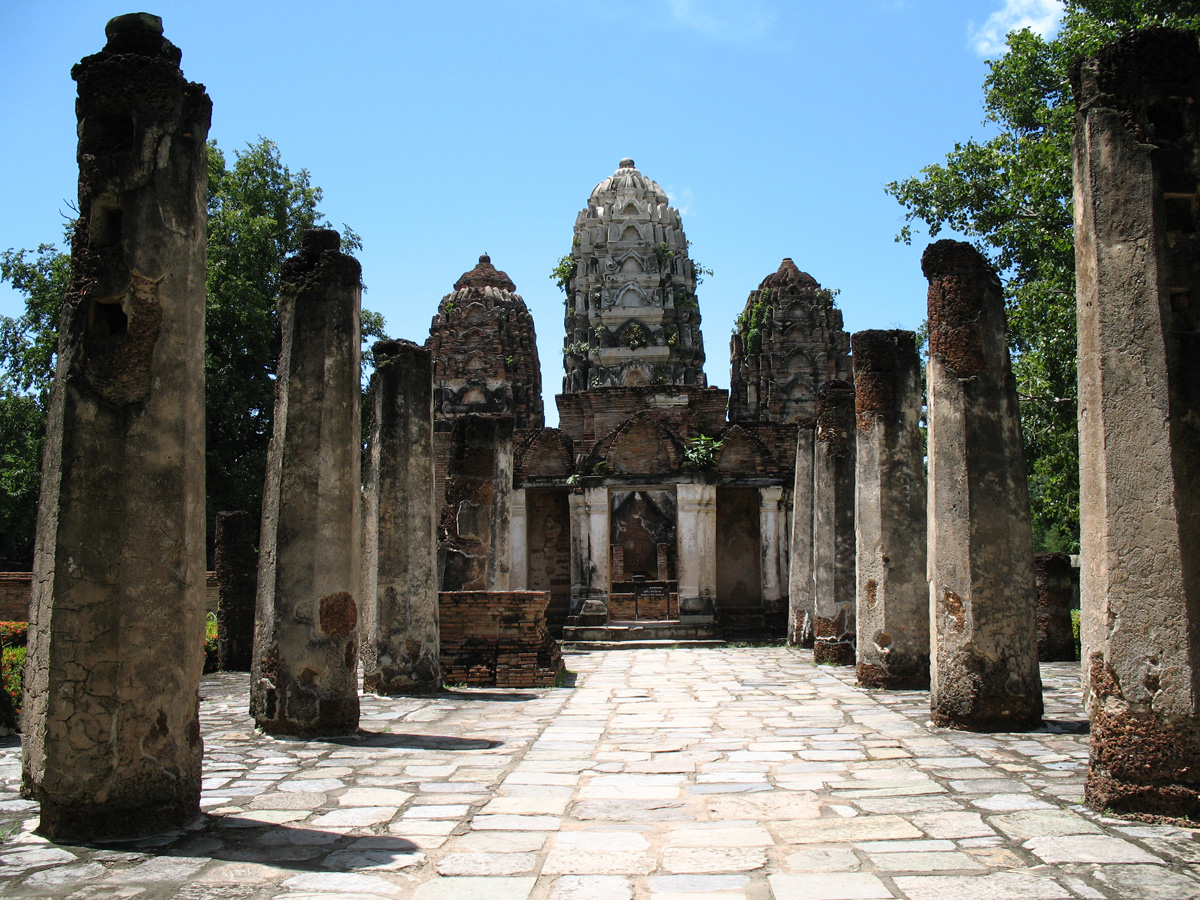
Wat Si Sawai, nel parco storico di Sukhothai

Prima del XIII secolo, i tai avevano preso il controllo di alcune mueang, le antiche città-stato fondate dal popolo mon, arrivando a creare dei regni indipendenti. Nell'area montana dell'odierna Thailandia del Nord, i tai yuan avevano formato il Regno di Ngoenyang e nella vicina zona dell'odierno Xishuangbanna, nel sud della provincia cinese dello Yunnan, i tai lü avevano fondato il Regno di Chiang Hung. 
Sukhothai era una città dedita principalmente al commercio e faceva parte del Regno di Lavo, l'odierna Lopburi, una delle mueang dei mon che si era evoluta ed era poi diventata uno stato vassallo dell'Impero Khmer, di cui costituiva l'estremità più occidentale. I khmer erano entrati nella loro fase di declino, che nel giro di pochi decenni avrebbe fatto loro perdere tutti i territori dell'odierna Thailandia. Già nel 1180, il governatore tai delle province di Sukhothai e di Sri Satchanalai, Sri Naw Namthom, si era emancipato dal dominio di Lavo, che era però riuscita a riprendere subito il controllo della situazione. 
I governatori delle province di Sukhothai e della vicina Rad, rispettivamente Pho Khun Bangklanghao e Pho Khun Phameung, si ribellarono al controllo di Lavo e dichiararono i loro territori indipendenti nel 1238. Bangklanghao si proclamò re di Sukhothai con il nome di Pho Khun Sri Indraditya (in thai: พ่อขุนศรีอินทราทิตย์, letteralmente "il Signore del sole con il potere di Indra"), dando inizio alla dinastia Phra Ruang. Alla fine del suo regno, era riuscito ad espandere i territori di Sukhothai conquistando tutto l'alto bacino del fiume Chao Phraya.

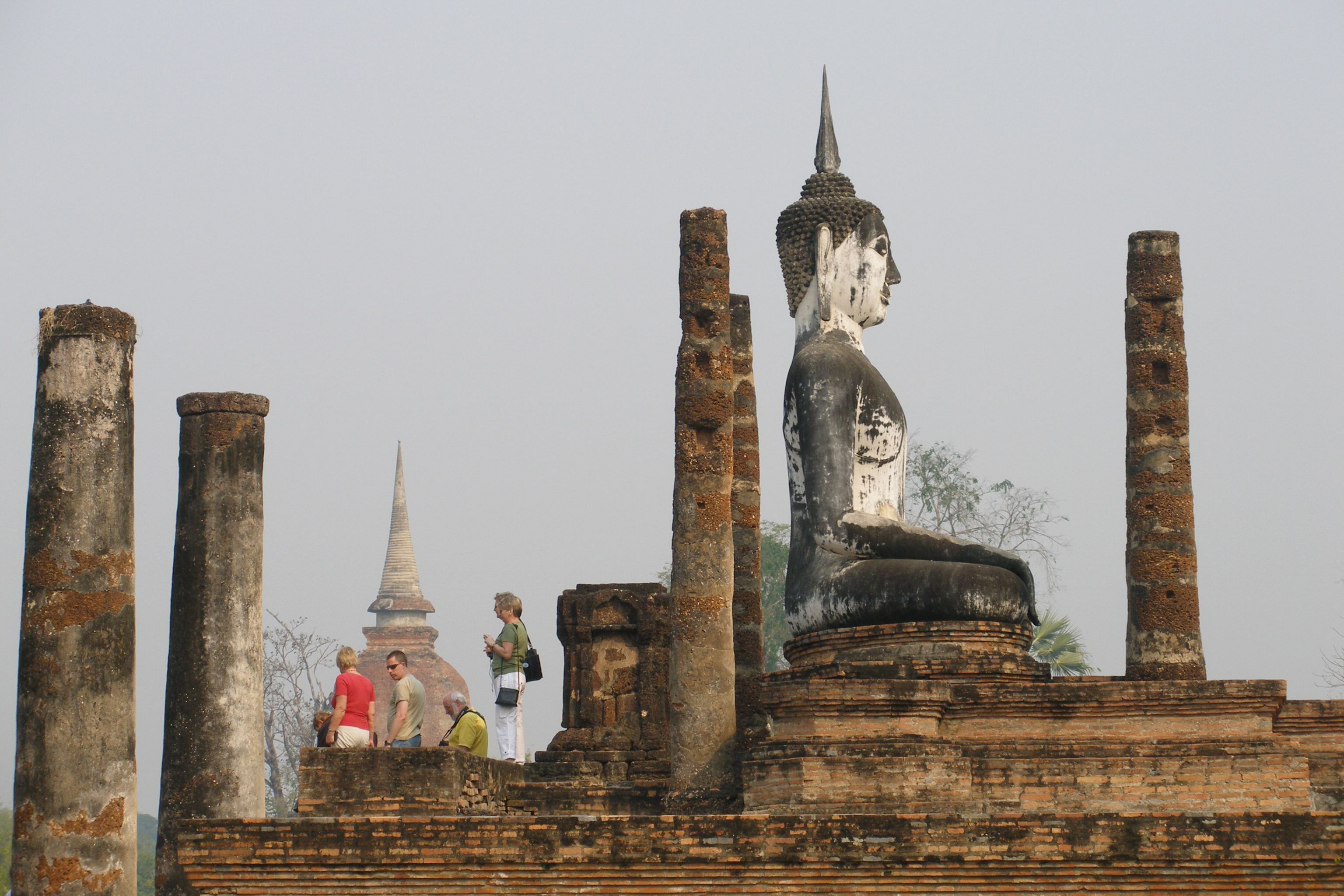
Wat Mahathat

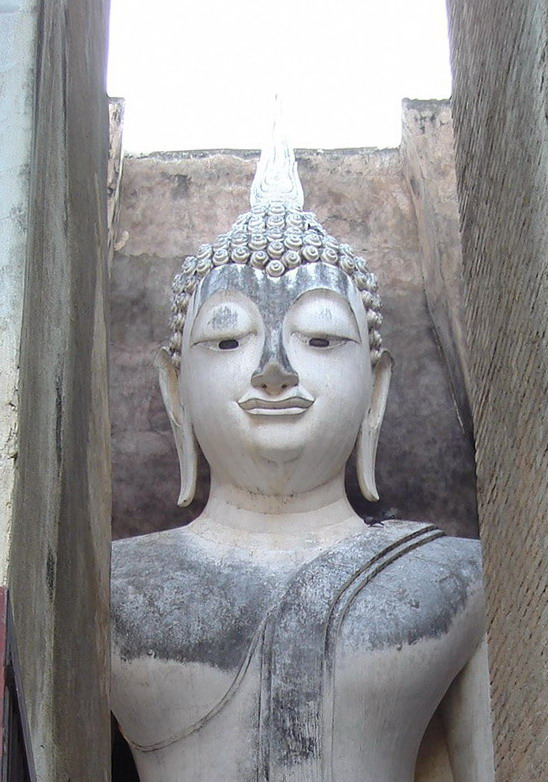
Phra Achana, Wat Si Chum

### Massimo splendore
I successivi sovrani Ban Mueang e soprattutto Ramkhamhaeng il Grande, che regnò dal 1279 el 1298, espansero enormemente i confini dello Stato. Venne conquistato il potente Regno di Suvarnabhumi, l'odierna Suphanburi. A sud fu conquistata buona parte della penisola malese e in particolare fu posto sotto suzeraineté il Regno di Tambralinga, ponendo fine all'egemonia dell'Impero Khmer sulla penisola che durava da oltre 150 anni. A nord-est venne sottomesso il Regno di Mueang Sua, l'odierna Luang Prabang, e a nord fu sottratta al Regno Hariphunchai l'importante municipalità di Phrae. In Birmania, il regno estese la sua influenza ponendo il principe Wareru di Sukhothai sul trono di Martaban, in quello che sarebbe diventato il Regno di Hanthawaddy, siglando così un'alleanza con i mon birmani.
Ramkhamhaeng fu molto importante per la cultura siamese; fece predisporre nel 1283 il nuovo alfabeto siamese, che è in uso in Thailandia. La prima testimonianza di tale alfabeto che ci è giunta è rappresentata dalla stele di Ramkhamhaeng, scoperta nel XIX secolo, la cui originalità è però messa in dubbio da alcuni studiosi. Durante il suo regno, lo Stato raggiunse il suo massimo splendore anche nel campo dell'economia e delle arti.
Nello stesso periodo furono allacciati rapporti commerciali con l'Impero Cinese, allora retto dalla dinastia Yuan. Il principale prodotto esportato dai siamesi furono le ceramiche chiamate Sangkalok, che furono molto famose a quel tempo ma caddero in disuso nel XIV secolo. Ramkhamhaeng instaurò un sistema di scambi commerciali con gli altri Stati esente da tasse, che assicurò al paese una notevole crescita economica.

### Declino
Dopo il regno di Ramkhanhaeng, Sukhothai iniziò un irreversibile declino. I regni vassalli di Uttaradit, di Luang Prabang e di Vientiane si resero subito indipendenti. Nel 1319 si staccò dall'influenza siamese il Regno mon di Hanthawaddy. Nel 1321, l'emergente Regno Lanna, che aveva assorbito il Regno di Ngoenyang, si impadronì di Tak, fino ad allora controllata da Sukhothai. Nello stesso periodo si rese indipendente anche il Regno di Suphannaphum.
Nel 1350 venne fondato il Regno di Ayutthaya, frutto della fusione tra i vicini Regni di Lavo e di Suphannaphum. Il nuovo Stato entrò subito in conflitto con Sukhothai conquistando diversi dei suoi territori e negli anni successivi si espanse enormemente. Con l'ascesa al trono di re Lithai, nel 1347, vi fu una breve rinascita, venne introdotto il Buddhismo Theravada e fu ristrutturata l'amministrazione statale. Alla sua morte, avvenuta nel 1370, il paese riprese la strada del declino.

### Tributario di Ayutthaya
Nel 1378, le armate di Ayutthaya invasero Sukhothai che venne forzato a diventare uno Stato vassallo. Il re Luethai spostò la capitale da Sukhothai a Phitsanulok, dove sarebbe rimasta fino alla fine del regno. Negli anni che seguirono, le rivolte di Sukhothai contro il dominio di Ayutthaya furono domate agevolmente. Nel 1398, Thammaracha III (Sailuethai) succedette sul trono di Sukhothai e, approfittando della debolezza del re Ramaracha di Ayutthaya, nel 1400 proclamò l'indipendenza, annettendosi i territori di Nan, Phrae e soprattutto di Nakhon Sawan. Questa città si trova sulla confluenza tra i fiumi Ping e Nan ed aveva grande importanza strategica sul controllo delle valli settentrionali. Con l'avvento di re Intharacha, successore di Ramaracha che regnò dal 1409, Ayutthaya riprese il controllo di Sukhothai senza combattere.

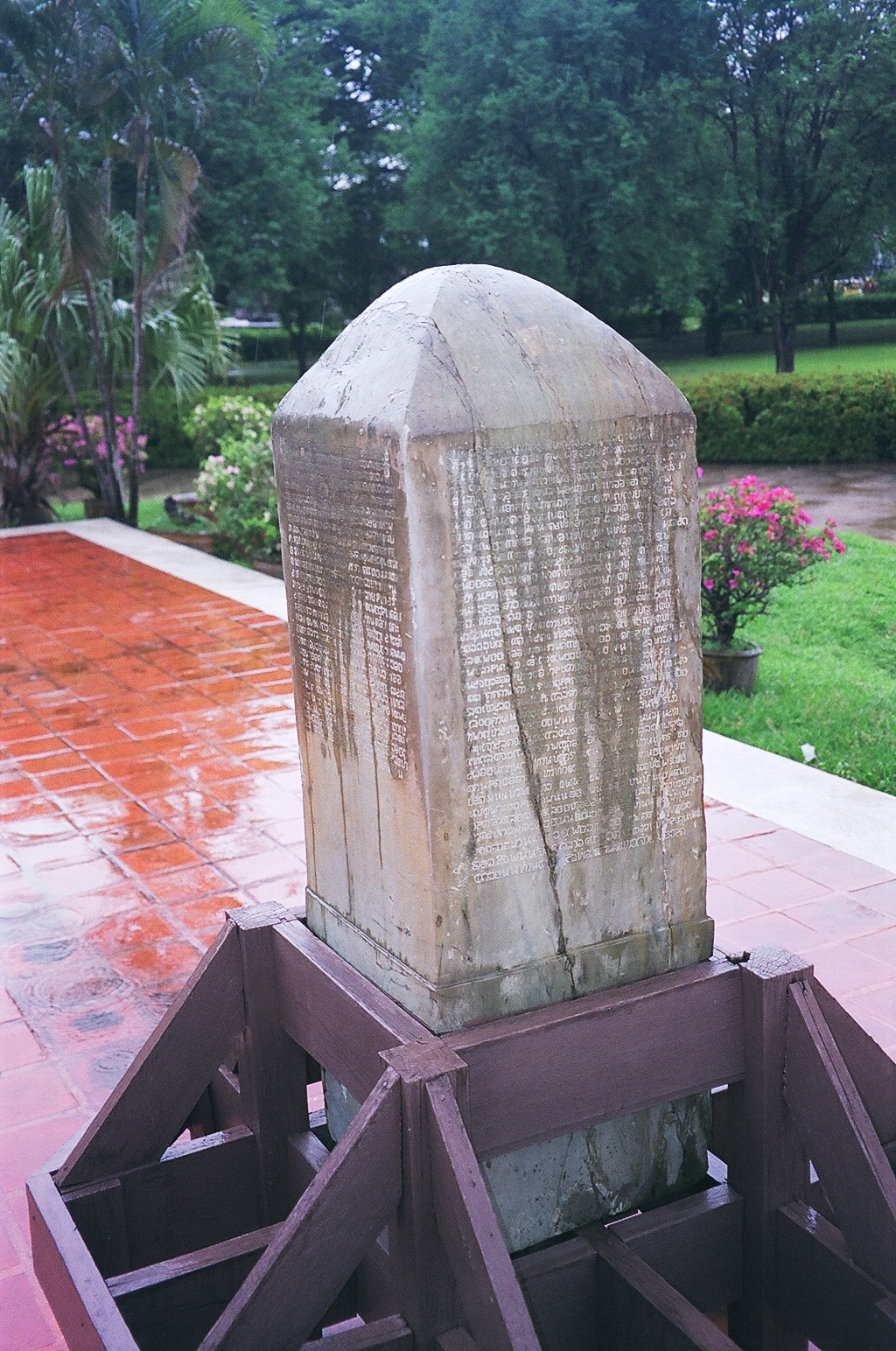
Copia della stele di Ramkhamhaeng

### Unificazione con Ayutthaya
Nel 1424, alla morte di re Sailuethai, i due figli Paya Ram e Paya Banmeung entrarono in conflitto per la successione al trono. Re Borommaracha II di Ayutthaya divise in due parti il Regno di Sukhothai assegnandole ai due pretendenti. La sorella di Paya Ram e Paya Banmeung fu data in sposa a Borommaracha, con cui ebbe il figlio Ramesuan. L'ultimo re di Sukhothai, Borommapan, morì nel 1438 senza lasciare eredi. Il trono fu preso da Ramesuan che nel 1448, alla morte del padre, divenne sovrano di Ayutthaya con il titolo di re Trailokanat, unificando i due regni.
A partire dal 1438, il titolo di re di Sukhothai fu assegnato, salvo alcuni casi, al principe ereditario del trono di Ayutthaya, unitamente al titolo di Maha Uparat (viceré).

### La dinastia di Sukhothai sul trono di Ayutthaya
Attorno alla metà del XV secolo, la dinastia di Suphannaphum che regnava su Ayutthaya attraversò un grave periodo di crisi durante il quale quattro sovrani furono assassinati. Ne approfittarono i birmani dell'emergente Regno di Toungoo, che guidati da re Bayinnaung costrinsero al vassallaggio Ayutthaya nel 1564, e restituirono il potere all'aristocrazia di Sukhothai ponendo sul trono di Phitsanulok Maha Thammaracha, che negli anni a seguire fu un devoto vassallo dei birmani. Per assicurarsi la fedeltà di Sukhothai, Bayinnaung impose a Maha Thammaracha la deportazione in Birmania dei figli Naresuan e Ekathotsarot.
La ribellione del 1568 di Ayutthaya fu soffocata dai birmani, che l'anno seguente espugnarono la città, deportarono l'intera famiglia reale ed issarono sul trono siamese Maha Thammaracha, il capostipite della dinastia di Sukhothai, il quale aveva appoggiato Bayinnaung nel conflitto contro Ayutthaya. I regni di Ayutthaya e di Sukhothai vennero così riunificati dopo 5 anni di separazione. Nel 1571 Naresuan fu riconsegnato al padre, che lo nominò Maha Uparat, re di Sukhothai ed erede al trono di Ayutthaya. Nel 1581 morì Bayinnuang e gli succedette il figlio Nanda Bayin il quale, privo del carisma del padre, vide disgregarsi l'immenso impero che questi aveva creato. Nel 1584, il Maha Uparat Naresuan, alla testa delle proprie truppe, costrinse alla ritirata l'esercito birmano garantendo in tal modo l'indipendenza di Ayutthaya dopo 20 anni di assoggettamento a Pegu, la capitale birmana.

#### Abolizione del titolo di re di Sukhothai
Nel timore di nuovi attacchi birmani, la popolazione di Phitsanulok, Sukhothai e di altre municipalità dei confini settentrionali furono fatte evacuare ad Ayutthaya, che venne così rinforzata. Lo stesso Naresuan, re di Sukhothai, si trasferì ad Ayutthaya. Tale evento segna l'annessione ufficiale del Regno di Sukhothai da parte di Ayutthaya. Alla morte del padre Maha Thammaracha, avvenuta nel 1590, Naresuan divenne re del Siam ed abolì la tradizione che l'erede al trono risiedesse a Phitsanulok come re di Sukhothai, titolo che fu a sua volta abolito. La Dinastia di Sukhothai sarebbe rimasta alla guida del Siam fino al 1630, quando l'usurpatore Prasat Thong salì al trono e fondò l'omonima Dinastia Prasat Thong.

## Sovrani di Sukhothai
Di seguito la lista dei sovrani di Sukhothai. A causa della carenza di notizie storiche, alcune delle date non sono attendibili. I dati provengono dalla Fondazione della principessa Sirindhorn, figlia del re Rama IX di Thailandia.

### Dinastia Phra Ruang
| Nome                                                 | Nascita | Inizio regno | Fine regno | Morte | Relazione con i predecessori   |
| ---------------------------------------------------- | ------- | ------------ | ---------- | ----- | ------------------------------ |
| Pho Khun Sri Indraditya (Pho Khun Bang Klang Hao)    | ?       | 1238         | 1270?      | 1270? | Fondatore del regno            |
| Pho Khun Ban Mueang                                  | ?       | 1270?        | 1279       | 1279  | Figlio di Sri Indraditya       |
| Pho Khun Ramkhamhaeng il Grande (Pho Khun Ram Racha) | ?       | 1279         | 1298       | 1298  | Figlio di Sri Indraditya       |
| Phaya Loe Thai                                       | ?       | 1298         | 1323       | 1323  | Figlio di Ram Khamhaeng        |
| Phaya Ngua Nam Thum                                  | ?       | 1323         | 1347       | 1347  | Figlio di Ban Mueang           |
| Phaya Maha Thammaracha I (Lithai)                    | ?       | 1347         | 1370       | 1370  | Figlio di Loe Thai             |
| Vassallo del Regno di Ayutthaya dal 1378             |         |              |            |       |                                |
| Phaya Maha Thammaracha II (Leuthai)                  | ?       | 1370         | 1399       | 1399  | Figlio di Maha Thammaracha I   |
| Phaya Maha Thammaracha III (Sailuethai)              | ?       | 1400         | 1419       | 1419  | Figlio di Maha Thammaracha II  |
| Phaya Maha Thammaracha IV (Borommapan)               | ?       | 1419         | 1438       | 1438  | Figlio di Maha Thammaracha III |